# Bruno Pezzey
Bruno Pezzey (ur. 3 lutego 1955 w Lauterach, zm. 31 grudnia 1994 w Innsbrucku) – piłkarz austriacki grający na pozycji środkowego obrońcy.

## Kariera klubowa
Karierę piłkarską Pezzey rozpoczął w amatorskim FC Lauterach. Następnie został zawodnikiem FC Vorarlberg i po roku gry w tym klubie odszedł do FC Wacker Innsbruck. W sezonie 1974/1975 zadebiutował w austriackiej Bundeslidze i od czasu debiutu był podstawowym zawodnikiem Wackeru. W 1975 roku wywalczył swoje pierwsze mistrzostwo Austrii, a także zdobył pierwszy Puchar Austrii. W 1976 roku został wicemistrzem kraju, a w 1977 ponownie mistrzem. W 1978 roku zdobył swój drugi krajowy puchar.
Latem 1978 roku Pezzey odszedł do Eintrachtu Frankfurt. W Bundeslidze zadebiutował 19 sierpnia 1978 roku w wygranym 3:1 domowym meczu z Eintrachtem Brunszwik. W 1980 roku wystąpił w obu finałowych spotkaniach Pucharu UEFA z Borussią Mönchengladbach (2:3, 1:0). W 1981 roku zdobył z Eintrachtem Puchar RFN.
W 1983 roku Pezzey został piłkarzem Werderu Brema. Swoje pierwsze spotkanie ligowe w tym klubie rozegrał 13 sierpnia 1983 roku przeciwko SV Waldhof Mannheim (0:2). W latach 1985 i 1986 został z Werderem wicemistrzem RFN.
W 1987 roku Pezzey wrócił do Austrii i grał w Swarovskim Tirolu z Innsbrucka. W 1989 roku wywalczył z nim dublet – mistrzostwo i puchar kraju, a w 1990 roku został mistrzem Austrii. Latem tamtego roku zakończył karierę.
31 grudnia 1994 roku Pezzey zmarł na zawał serca w szpitalu w Innsbrucku.
| Sezon     | Klub                | Kraj    | Rozgrywki     | Mecze | Bramki |
| --------- | ------------------- | ------- | ------------- | ----- | ------ |
| 1973/1974 | FC Vorarlberg       | Austria | 2. Bundesliga | 28    | ?      |
| 1974/1975 | FC Wacker Innsbruck | Austria | Bundesliga    | 28    | 3      |
| 1975/1976 | FC Wacker Innsbruck | Austria | Bundesliga    | 35    | 7      |
| 1976/1977 | FC Wacker Innsbruck | Austria | Bundesliga    | 34    | 4      |
| 1977/1978 | FC Wacker Innsbruck | Austria | Bundesliga    | 32    | 5      |
| 1978/1979 | Eintracht Frankfurt | RFN     | Bundesliga    | 32    | 4      |
| 1979/1980 | Eintracht Frankfurt | RFN     | Bundesliga    | 14    | 3      |
| 1980/1981 | Eintracht Frankfurt | RFN     | Bundesliga    | 31    | 10     |
| 1981/1982 | Eintracht Frankfurt | RFN     | Bundesliga    | 30    | 4      |
| 1982/1983 | Eintracht Frankfurt | RFN     | Bundesliga    | 34    | 6      |
| 1983/1984 | Werder Brema        | RFN     | Bundesliga    | 33    | 5      |
| 1984/1985 | Werder Brema        | RFN     | Bundesliga    | 33    | 6      |
| 1985/1986 | Werder Brema        | RFN     | Bundesliga    | 33    | 6      |
| 1986/1987 | Werder Brema        | RFN     | Bundesliga    | 15    | 1      |
| 1987/1988 | FC Swarovski Tirol  | Austria | Bundesliga    | 26    | 3      |
| 1988/1989 | FC Swarovski Tirol  | Austria | Bundesliga    | 34    | 3      |
| 1989/1990 | FC Swarovski Tirol  | Austria | Bundesliga    | 26    | 0      |

## Kariera reprezentacyjna
W reprezentacji Austrii Pezzey zadebiutował 7 czerwca 1975 roku w zremisowanym 0:0 towarzyskim spotkaniu z Czechosłowacją. W 1978 roku został powołany przez selekcjonera Helmuta Senekowitscha do kadry na Mistrzostwa Świata w Argentynie. Na tym turnieju rozegrał 6 spotkań: z Hiszpanią (2:1), ze Szwecją (1:0), z Brazylią (0:1), z Holandią (1:5), z Włochami (0:1) i z RFN (3:2). Z kolei w 1982 roku był w kadrze Austrii na Mundialu w Hiszpanii. Na tym turnieju zagrał w 5 meczach: z Chile (1:0), z Algierią (2:0), z RFN (0:1), z Francją (0:1) i z Irlandią Północną (2:2 i gol w 50. minucie). Od 1975 do 1990 roku rozegrał w kadrze narodowej 84 mecze i strzelił 9 goli.